# Symétrie continue
En mathématiques, la symétrie continue est une idée intuitive consistant à considérer certaines symétries comme des mouvements, par opposition à la symétrie discrète, (exemple de symétrie discrète : la symétrie de réflexion, qui est invariante sous une sorte de basculement d'un état à un autre). Cependant, une symétrie discrète peut toujours être réinterprétée comme un sous-ensemble d'une symétrie continue de dimension supérieure, par exemple la réflexion d'un objet à 2 dimensions dans un espace à 3 dimensions peut être obtenue en faisant tourner continûment cet objet de 180 degrés sur un plan non parallèle.

## Formalisation
La notion de symétrie continue a été formalisée dans les notions mathématiques de groupe topologique, de groupe de Lie et d'action de groupe. Pour la plupart des besoins pratiques, la symétrie continue est modélisée par une action de groupe d'un groupe topologique qui préserve une certaine structure. En particulier, {\displaystyle f:X\to Y} étant une fonction et G un groupe qui agit sur X alors un sous-groupe {\displaystyle H\subseteq G} est une symétrie de f si {\displaystyle f(h\cdot x)=f(x)} pour tous {\displaystyle h\in H} .

### Sous-groupes à un paramètre
Les mouvements les plus simples résultent d'un sous-groupe à un paramètre d'un groupe de Lie, tel est le groupe euclidien de l'espace tridimensionnel. Par exemple, la translation parallèle à l'axe des x par saut de u unités, à mesure que u varie, est un groupe de mouvements à un paramètre. La rotation autour de l'axe z est également un groupe à un paramètre.

## Théorème de Noether
Les symétries continues jouent un rôle fondamental dans le théorème de Noether en physique théorique, permettant de déduire des lois de conservation à partir des principes de symétrie, en particulier pour les symétries continues. La recherche de symétries continues ne s'est intensifiée qu'avec les développements ultérieurs de la théorie quantique des champs.

## Voir également
- Théorème de Goldstone
- Transformation infinitésimale
- Théorème de Noether
- Sophus Lie
- Mouvement (géométrie)
- Symétrie circulaire